# Kapilara
Kapilara ali (krvna) lasnica je najtanjša krvna žila v telesu, ki ima premer 0,01–0,2 mm. Kapilare povezujejo prekapilarne arteriole in postkapilarne venule in interagirajo s tkivi. Stene kapilar so zgrajene le iz enega sloja endotelijskih celic. Ta sloj celic je tako tanek, da lahko majhne molekule, kot so kisik, voda ali lipidi, difundirajo skoznjo in prehajajo v okolno tkivo. Odpadni produkti, kot na primer ogljikov dioksid ali sečnina, pa difundirajo iz tkiva v kapilaro in se nato odstranijo iz telesa. Prepustnost kapilar lahko poveča sproščanje citokinov.   
Glavna procesa, ki omogočata izmenjavo snovi med krvjo v kapilari in tkivom, je difuzija plinov ter filtracija in resorpcija vode. Preko endotelija pa se tudi z aktivnim transportom prenašajo hranila, prenašalci in druge substance. Večje molekule, ki ne morejo prehajati med prostori endotelijskih celic, se lahko skozi steno kapilare prenašajo z eksocitozo in endocitozo.
Glede na mesto nahajanja in strukturo obstajajo trije tipi kapilar:
- zvezne kapilare – imajo sklenjen endotelij in bazalno lamino ter so prisotne v mišicah, živcih, vezivu in možganih; večje snovi, kot so glukoza, nukleotidi in aminokisline, se prestopajo žilno steno z aktivnim transportom;
- fenestrirane kapilare – v steni vsebujejo pore (fenestre), ki so pokrite s pornimi diafragmami, bazalna lamina pa je tako sklenjena;
- sinusoidne kapilare.